# Altenfeld (Wüstung)
Altenfeld ist eine Wüstung am Ostabfall der Langen Rhön zwischen Ilmenberg und Rother Kuppe. Der Ort lag auf einer Höhe von 660 Meter über dem Meeresspiegel und soll ein für damalige Verhältnisse stattliches Dorf gewesen sein. Erstmals erwähnt wird der Ort 1228, jedoch keine zweihundert Jahre später 1412 wird der Ort schon wüst genannt. Das Dorf gehörte zeitweise den Hennebergern, zeitweise zum Bistum Würzburg. Vom Ort gibt es nur noch Mauerreste.